# IBIDEN

IBIDEN（日语： イビデン株式会社）是日本岐阜縣大垣市的一家電子公司。該公司創業於1912年，最初名為「揖斐川電力」，是一家電力公司。1982年，公司名稱改為現名。

## 外部連結
- イビデン株式会社 公式ウェブサイト （页面存档备份，存于）